# Doleschallia browni
Doleschallia browni är en fjärilsart som beskrevs av Osbert Salvin och Frederick DuCane Godman 1877. Doleschallia browni ingår i släktet Doleschallia och familjen praktfjärilar. Inga underarter finns listade i Catalogue of Life.